# Zofia Bokota
Zofia Bokota (imię zakonne: Cherubina, ur. 1935, zm. 24 maja 2014 w Krakowie) – polska zakonnica ze Zgromadzenia Sióstr Najświętszej Rodziny z Nazaretu, działaczka społeczna i charytatywna.

## Życiorys
Od 1974, zainspirowana rozmową z kardynałem Karolem Wojtyłą, pracowała w Domu Samotnej Matki w Krakowie, a przez wiele lat kierowała tą instytucją, jako przełożona. Placówka początkowo znajdowała się na ul. Warszawskiej 13, a potem na ul. Przybyszewskiego 39. Obsługiwała m.in. tamtejsze okno życia. Pracowała także w Sądzie Biskupim Kurii Metropolitalnej w Krakowie. W 2012 przeszła na emeryturę i mieszkała w klasztorze przy ul. Warszawskiej 13. Zmarła na udar mózgu. Pochowana została na krakowskim Cmentarzu Salwatorskim.

## Odznaczenia
Odznaczona została przez kardynała Stanisława Dziwisza Złotym Medalem św. Jana Pawła II za zasługi dla Archidiecezji krakowskiej. W 2009 otrzymała Krzyż Kawalerski Orderu Odrodzenia Polski, a w 2001 medal „Bogaci Miłosierdziem” za długoletnią i pełną poświęcenia pracę na rzecz matek i dzieci potrzebujących wsparcia w Domu Samotnej Matki w Krakowie oraz w Domu Matki i Dziecka w Kosocicach.